# Ebersbach (Saxe centrale)
Pour les articles homonymes, voir Ebersbach.
Ebersbach est une ancienne commune de Saxe (Allemagne), située dans l'arrondissement de Saxe centrale, dans le district de Chemnitz. Avec effet au 1er juillet 2011, elle est rattachée à la ville de Döbeln. 